# Возрожденіє
Возрожде́ніє (рос. Возрождение) — присілок у складі Соль-Ілецького міського округу Оренбурзької області, Росія.

## Населення
Населення — 207 осіб (2010; 245 у 2002).
Національний склад (станом на 2002 рік):
- росіяни — 52 %